# Felmín
Felmín es una localidad española perteneciente al municipio de Cármenes, en la provincia de León, comunidad autónoma de Castilla y León.

## Geografía

### Ubicación
| Noroeste: Gete                | Norte: Getino    | Noreste: Getino      |
| Oeste: Valporquero de Torío   |                  | Este: Tabanedo       |
| Suroeste Valporquero de Torío | Sur: Vegacervera | Sureste: Vegacervera |

## Historia

### Edad Media
Aparece mencionada ya esta localidad en dos documentos de 1496 y 1497 fruto de la venta de este lugar de Felmín. Era hasta entonces un señorío eclesiástico  que fue vendido a Ramir Núñez de Guzmán por 80.000 maravedís. Aparece la venta primeramente registrada en 1496 de una forma muy escueta y breve y posteriormente, el 29 de septiembre de 1497 se registra protocolariamente el proceso de venta con el nombre del comprador, la cantidad que paga y la autorización del Papa Alejandro VI para realizar dicha venta donde se dice que:

Acordaron vender el lugar de Valporquero con lo que tienen en Felmín por la licençia e autoridad que para ello el nuestro y muy Santo Padre les dio e açedio.
Colección Docuental de la Catedral de León, documento Nº 9.833, folio 4r.

Bien es cierto que a lo largo del siglo XV d. C. se observan algunas referencias ante los problemas que tenía el cabildo en este lugar, lo cual podría explicar la decisión final de venderlo.

### Edad Moderna

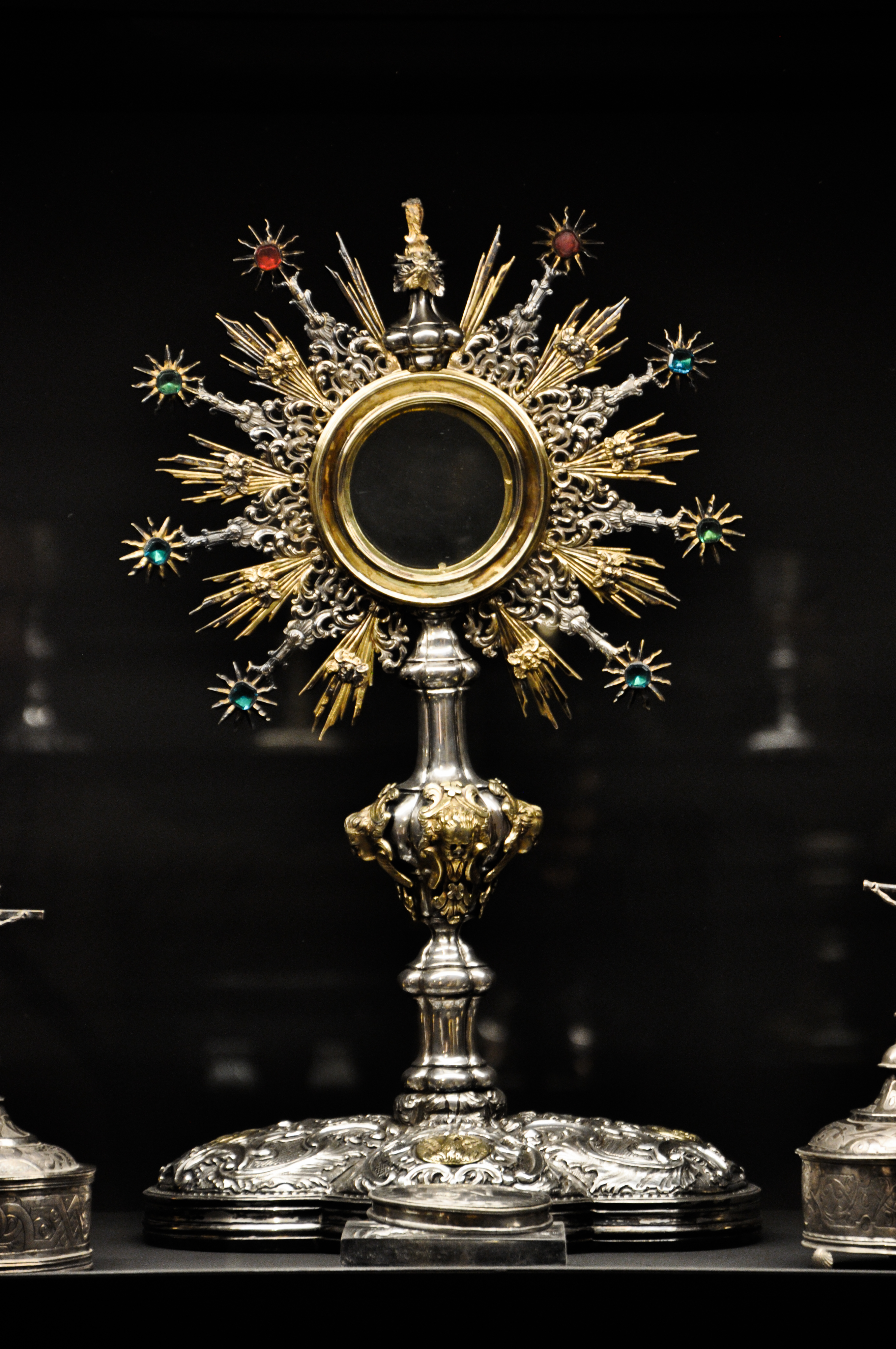
Custodia soliforme anónima del. Realizada en plata fundida repujada, calada y sobredorada con engastes de pedrería.

Aparece mencionada ya esta localidad en dos documentos de 1496 y 1497 fruto de la venta de este lugar de Felmín. Era hasta entonces un señorío eclesiástico que fue vendido a Ramir Núñez de Guzmán por 80.000 maravedís. Aparece la venta primeramente registrada en 1496 de una forma muy escueta y breve y posteriormente, el 29 de septiembre de 1497 se registra protocolariamente el proceso de venta con el nombre del comprador, la cantidad que paga y la autorización del Papa Alejandro VI para realizar dicha venta donde se dice que:

Acordaron vender el lugar de Valporquero con lo que tienen en Felmín por la licençia e autoridad que para ello el nuestro y muy Santo Padre les dio e açedio.
Colección Docuental de la Catedral de León, documento Nº 9.833, folio 4r.

Bien es cierto que a lo largo del siglo XV d. C. se observan algunas referencias ante los problemas que tenía el cabildo en este lugar, lo cual podría explicar la decisión final de venderlo.
En el Diccionario geográfico universal, redactado de la mano de Antonio Vegas, viene redactada esta localidad de la siguiente manera:

Felmín: Lugar de España en la Provincia, Partido Judicial y Jurisdicción de León, el Concejo de la Mediana de Argüello: es pueblo de realengo, con alcaldes ordinarios por sus vecinos.
Diccionario geografico universal

### Edad Contemporánea

Pendón de Felmín

En cuanto a las fuentes en papel más antiguas conocidas de esta época del siglo XIX en referencia directa a este pueblo, se encuentra el Diccionario geográfico-estadístico de España y Portugal:

FELMIN, lugar de realengo de España, provincia y partido de Leon, concejo de la Mediana de Argüello, 16 vecinos, 74 habitantes, 1 parroquia. Dista 7 leguas y media de la capital. Contribuye con el concejo.
Diccionario geográfico-estadístico de España y Portugal

En el tomo VIII del Diccionario geográfico-estadístico-histórico de España y sus posesiones de Ultramar se describe así a Felmín , obra impulsada por Pascual Madoz a mediados del siglo XIX:

Lugar en la provincia y diócesis de Leon, partido judicial de La Vecilla, audiencia territorial y capitanía general de Valladolid, ayuntamiento de Cármenes de Cármenes. Sitiado junto al río Trío y camino que viene de Asturias por el puerto de Piedrafita; su clima, aunque frio y húmedo, no deja de ser bastante sano. Tiene Iglesia Parroquial (San Andrés), matriz de Valporquero, servida por un cura de término y libre colación. Confina al Norte con Rodillazo; al Este con las Peñas de las Hoces; al Sur con coladillo y al Oest con el anejo. El terreno es de mediana calidad y le fertilizan las aguas del medioncado Torío. Los caminos dirigen a los pueblos limitrofes, escepto el que se ha dicho venir de Asturias. Produce: cereales, granos, legumbres y pastos: cria ganado y alguna caza y pesca. Población: 16 vecinos, 74 almas. Contribuye con el ayuntamiento.
Diccionario geográfico-estadístico-histórico de España y sus posesiones de Ultramar

Por otra parte, lo encontramos definido según el Diccionario universal de historia y de geografía de 1847 como presenta el texto:

Lugar de España, con 16 vecinos, en la provincia y diócesis de León, partido judicial de la Vecilla.
Diccionario universal de historia y de geografía

## Demografía
Evolución de la población
| Gráfica de evolución demográfica de Felmín entre 2000 y 2024       |
|                                                                    |
| Población de derecho (2000-2023) según el padrón municipal del INE |

## Patrimonio

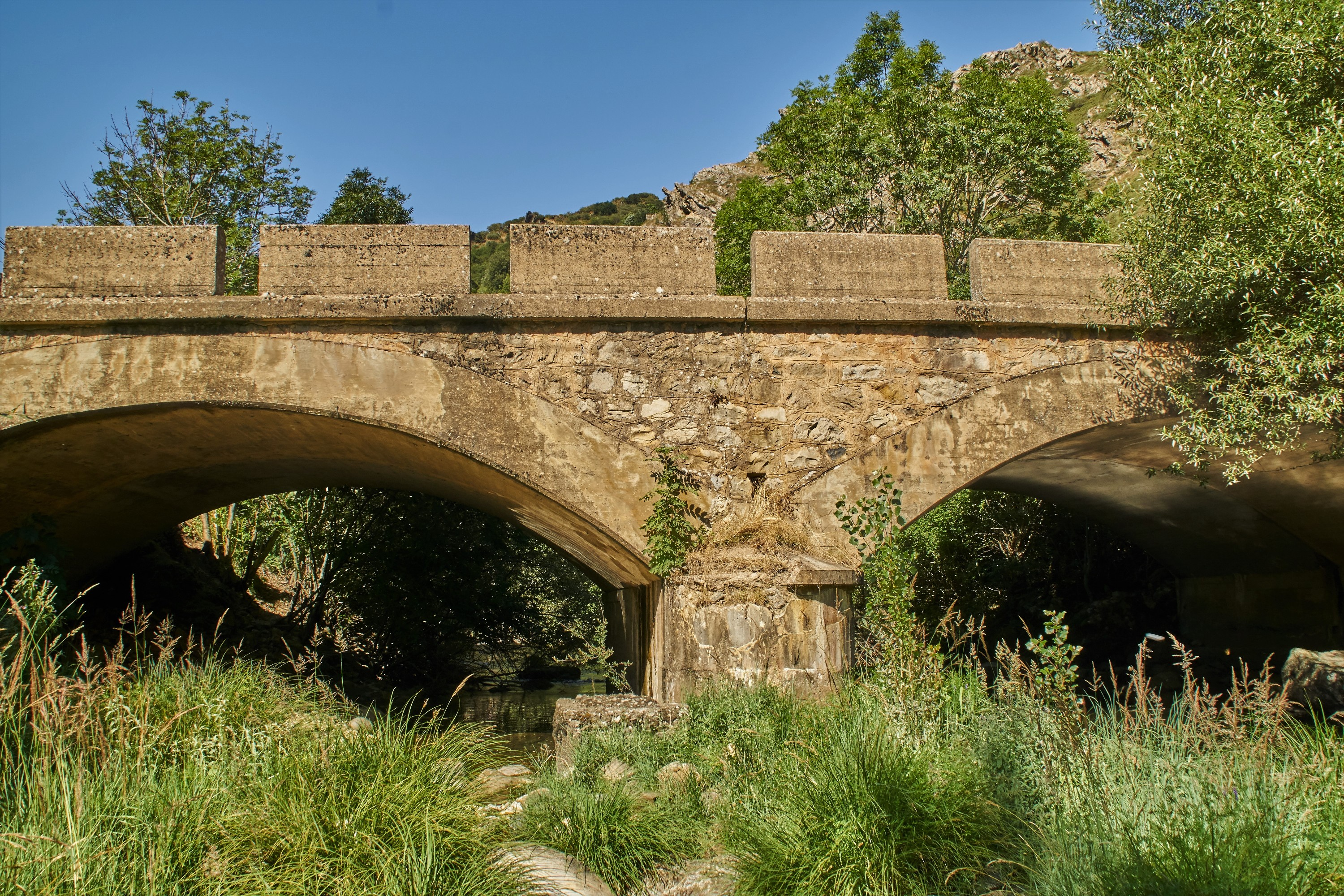
Puente de Felmin

Tiene un puente de piedra sobre el cauce del río Torio con dos ojos construido en el siglo XIX aunque ensanchado por la parte aguas abajo en el siglo XX.